# Râul Roșu, Olteț
Pârâul Roșu este un afluent de dreapta al râului Olteț din România .  Se varsă în Olteț în satul Osica de Jos. Lungimea totală a pârâului Roșu este de 12 kilometri (7,5 mi), iar dimensiunea bazinului său este de 31 kilometri pătrați (12 mi2). 